# .be
.be為比利時國家及地區頂級域（ccTLD）的域名，也被瑞士的伯恩州非官方的使用。
該域名於 1989 年開始使用，由魯汶大學的 Pierre Verbaeten 管理。 2000 年，TLD 的控制權轉移到 DNS 比利時。截至 2013 年 6 月，共有 1,392,477 個註冊域名。
DNS比利時於2005 年 11 月宣布，域的初始註冊將在 2006 年初之前免費，但對任何每個人允許註冊的數量有一定限制。此舉大受歡迎，在第一天就有大約 17,000 個註冊。
域名直接在二級域註冊。比利時的一些主要學術機構，如布鲁塞尔自由大学 (荷语区)和 布魯塞爾自由大學 (法語區)，則使用「ac.be」下的三級域，但其他一些已放棄使用。
同時，頂級「.be」域的仍有許多學術用途的網域名，這是由於政策只允許每個機構持有一個活躍的「.ac.be」域名。
就目前而言，任何 .be 註冊都必須通過註冊代理訂購。
自 2003 年以來，該域名還被用作聯邦政府的標誌。
同時，YouTube 也使用域名 youtu.be 協助其縮略網址服務。

## 外部連結
- IANA .be whois information（页面存档备份，存于）
- List of .be registered agents（页面存档备份，存于）
- .be Domain Hacks Suggest（页面存档备份，存于）